# Paola Cortellesi
Paola Cortellesi (Roma, 24 de novembro de 1973) é uma atriz, apresentadora, diretora, comediante, roteirista, cantora e produtora italiana.
Atuante no cenário televisivo e cinematográfico desde os anos 2000, ao longo de sua carreira foi reconhecida com o David di Donatello de melhor atriz principal por Nessuno mi può giudicare (2011), quatro Nastri d'argento, incluindo o Prêmio Nino Manfredi, um Globo d'oro, três Prêmios Flaiano e três  Ciak d'oro. Cortellesi também obteve reconhecimento no campo teatral, incluindo o Premio E.T.I. Gli Olimpici del Teatro.
Cortellesi também escreveu os roteiros dos filmes que estrelou e estreou na direção com o filme Ainda Temos o amanhã(2023), obtendo três prêmios no Festival de Cinema de Roma e o Nastro d'argento de filme do ano .  O filme também ganhou o Biglietto d'oro e se tornou o nono filme de maior bilheteria na Itália. 

## Biografia
Aos 13 cantou a música Cacao Meravigliao, patrocinador imaginário do espetáculo Indietro tutta!,  como ela confirmou durante um episódio de Zelig em fevereiro de 2011; na temporada 1992-1993 foi corista da orquestra Acqua Caldo . Após cursar o ensino médio científico, aos dezenove anos começou a estudar atuação na escola "Teatro Blu" dirigida por Beatrice Bracco  Para se dedicar à atuação, abandonou a Faculdade de Letras e Filosofia da Universidade.
Depois de alguns anos no teatro e do batismo radiofônico com Enrico Vaime, chegou à televisão em 1997, interpretando a personagem Argentina programa Macao, apresentado por Alba Parietti.  No final de 1998 participou de La posta del cuore (Rai 2),  enquanto em 1999 participou de Teatro 18 (Italia 1) de Serena Dandini.  Mas o primeiro verdadeiro sucesso mediático viria com Gialappa's Band,  com a qual a jovem atriz tem a oportunidade de experimentar o seu talento como parodista. Em 2000 integrou o elenco de Mai dire Gol, mostrando ao público seus grandes dotes cômicos, imitando inclusive cantores famosos. Nesse meio tempo participa de um espetáculo no teatro, com sua companhia, intitulado L'ira di dio, e no PIM, com Linus . Também em 2000 estreou-se no cinema no filme de Aldo, Giovanni e Giacomo Chiedimi se sono felice, que foi seguido por Un altr'anno e poi cresco.

Em 2003 foi protagonista de Musica senza cuore do compositor Fabrizio De Rossi Re, ópera livremente baseada no Cuore de Edmondo De Amicis com libreto de Francesca Angeli. Em 2006, graças a este espetáculo, Cortellesi obteve inúmeros prêmios, incluindo o prêmio ETI Gli Olimpici del Teatro como migliore interprete di monologo, o Prêmio da Crítica e o Prêmio Anima.  

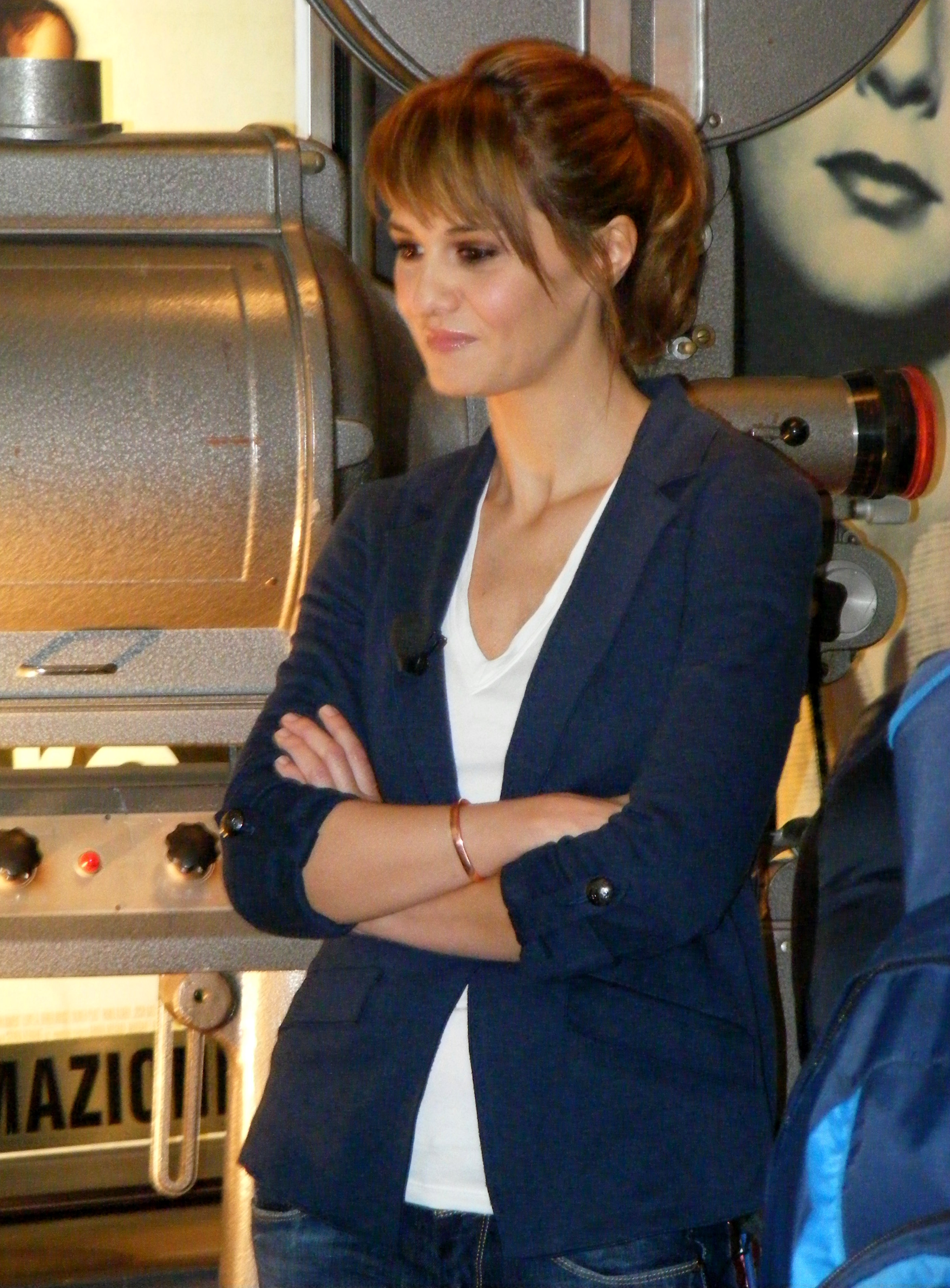
Paola Cortellesi em Roma em 2011

Em 2004 co-apresenta o Festival de Sanremo junto com Simona Ventura, Gene Gnocchi e Maurizio Crozza . Durante a primeira noite de Sanremo 2004, Cortellesi apresentou ao público a música No perditempo, da qual foi co-autora junto com seu então namorado Rocco Tanica e que havia sido proposta como música no concurso, mas foi rejeitada pelo então diretor artístico Tony Renis. O texto, deliberadamente bizarro, é construído com a linguagem e as fórmulas dos anúncios de jornais privados: Cortellesi declarou que se inspirou na leitura de jornais no período em que estava ocupada procurando uma casa.  No mesmo ano também apresentou seu próprio programa chamado Nessundorma, onde pôde expressar toda sua habilidade.
Dotada de excelentes habilidades de canto (até elogiada por Mina, que a definiu como uma das mais belas vozes italianas  ), Cortellesi gravou uma canção intitulada Non mi chiedermi, tema final de Nessundorma  "Spettacolo di una donna" por ela realizado em 2004 junto com Riccardo Rossi. Música com letras irônicas/cômicas escritas por Rocco Tanica de Elio e le Storie Tese. Porém, o álbum de estreia da artista, elaborado com algumas músicas cantadas nas noites do Festival de Sanremo, não foi publicado. Paola Cortellesi também é vencedora do prêmio "Scarnicci e Tarabusi - Il troncio" (2006), concedido a cada dois anos ao melhor comediante do ano.
Em 2007 ela desempenhou seu primeiro papel dramático na televisão no drama do Canale 5 Maria Montessori - Una vita per i bambini ; esse papel lhe rendeu o Prêmio Maximo no Roma Fiction Fest . Em 2008 participou do programa Parla con me de Serena Dandini, durante o qual foi transmitido um hilário comercial sobre o secularismo intitulado “Um novo flagelo invisível”; este comercial segue, de forma parodística, aquele sobre AIDS que foi ao ar pela primeira vez em 1990. Recebeu uma indicação ao David di Donatello como melhor atriz coadjuvante pelo filme Piano, solo (2007) de Riccardo Milani.
No dia 14 de janeiro de 2011 estreou ao lado de Claudio Bisio na apresentação do programa Zelig no Canal 5, com excelente sucesso. No dia 16 de março de 2011 foi lançada a comédia Nessuno mi può giudicare, dirigida por Massimiliano Bruno, onde interpreta o papel de uma jovem viúva que vira prostituta por necessidade.  Por esse papel ela recebeu o David di Donatello de melhor atriz principal em 2011. Também em 2011 Paola Cortellesi é uma das vozes do filme Carros 2 da Disney Pixar, ao lado de Alessandro Siani e Sabrina Ferilli . Recebe o prêmio Agamar no Festival de Cinema de Maratea em 6 de agosto de 2011.
Em 2014 voltou ao set dirigido por Luca Miniero no filme Um chefe na sala, cujo elenco também inclui Angela Finocchiaro, Alessandro Besentini, Francesco Villa, Luca Argentero e Rocco Papaleo . Ela também recebeu o papel de protagonista feminina no novo filme de Carlo Verdone, Sotto una buon stella, pelo qual foi indicada ao David di Donatello e ao Nastro d'argento como melhor atriz principal em 2014. No dia 20 de maio de 2014, foi ao ar o show musical de Laura Pausini, Tonight Laura: Eu acreditei em um sonho, encenando um esquete com a cantora e fazendo um dueto com ela no single Se non te .
Em 20 de junho de 2014 recebeu o Prêmio Taormina Arte no Festival de Cinema de Taormina . Em 20 de novembro de 2014 foi lançado o filme Desculpe se eu existo!. , dirigido pelo marido Riccardo Milani, que marca a estreia de Cortellesi como roteirista.  Por esta atuação recebeu uma indicação ao David di Donatello e ao Nastro d'argento como melhor atriz principal em 2015. Em dezembro de 2015 interpretou Maria Callas no último espetáculo co-escrito pelo ganhador do Prêmio Nobel de Literatura Dario Fo e sua esposa Franca Rame, guardado em uma gaveta após a morte deste último. Em abril de 2016 apresenta o programa Laura &amp; Paola junto com Laura Pausini na Rai 1 em três episódios.  Ainda em 2016, obteve outra indicação de melhor atriz principal no David di Donatello e no Nastro d'argento pelo filme The Last Will Be Last .
Nos anos seguintes atuou como protagonista ou co-protagonista em inúmeros filmes: Mamãe ou Papai? de Riccardo Milani, La Befana vem à noite de Michele Soavi, Mas o que o cérebro nos diz de Riccardo Milani e outros. Em 2017, foi protagonista de um de seus filmes de maior sucesso: Como um gato no anel viário, dirigido por Riccardo Milani (também com Antonio Albanese, Sonia Bergamasco e Claudio Amendola), narrando um encontro inusitado, através de seus filhos de uma um homem (Giovanni) e uma mulher (Mônica) de duas realidades completamente diferentes. Graças a este filme, a atriz ganhou o Nastro d'argento de melhor atriz em filme de comédia (pelo qual detém o recorde de vitórias), o Globo de Ouro de melhor atriz e o Ciak d'oro de melhor atriz principal . Em 2020 estrelou junto com Valerio Mastandrea em Figli, último roteiro escrito por Mattia Torre antes de sua morte. Ela também volta a atuar na televisão fazendo o papel da protagonista da minissérie de TV Petra . Também em 2020 voltou a trabalhar para a Disney Pixar dublando o personagem de 22 em Soul . Em 2021 ela volta para interpretar Mônica na sequência do filme de 2017: Como um gato no anel viário - Ritorno a Coccia di Morto, com a mesma direção e mesmo elenco.

## Vida privada
Em 1º de outubro de 2011, após nove anos de noivado, casou-se com o diretor e roteirista Riccardo Milani .  O casal tem uma filha, Laura. 

## Imitações
- Daniela Santanchè
- Stefania Prestigiacomo
- Britney Spears
- Ornella Vanoni
- Anna Oxa
- Sarah Palin
- Mariastella Gelmini
- Alexia
- Cher
- Jennifer Lopez
- Linda Blair
- Franca Leosini
- Michelle Obama
- Letizia Moratti
- Licia Colò
- Carmen Consoli
- Ivana Spagna
- Giorgia
- Irene Grandi
- Daria Bignardi
- Asia Argento
- Cristina Plevani
- Mascia Ferri
- Mietta
- Fiorella Mannoia
- Romina Power
- Alicia Keys
- Beyoncé

## Personagens
- Sharon : voz do comercial da boneca Trippy Magic ; em cada esquete, Cortellesi deve cantar o jingle que descreve as funções de Trippy, mas deve modificá-lo continuamente de acordo com as exigências de seu tirânico empregador, Erminio (interpretado pela voz de Walter Fontana ).
- Telepromotor Strozus : telepromotor irrealista para a agência financeira Strozus (claramente inspirado na palavra "agiota"); em cada esquete Cortellesi expõe as vantagens da agência, tossindo ao revelar a taxa de juros, e usando seu assistente Sandrone (em referência à Commedia dell'arte ) para ameaçar os clientes em caso de não pagamento das parcelas.
- Mapi : personagem televisivo indescritível, paródia de estrelas bonitas, mas estúpidas, que tentam ficar noivas de jogadores de futebol para ganhar notoriedade. Mais tarde ela também se torna leitora do inexistente horóscopo Rai: ela revela que conseguiu o cargo em troca de favores sexuais para os gestores. Caracterizado pelo olhar perpetuamente estúpido e pela repetição constante da frase “O sucesso não me mudou!”, ela sempre é lembrada de que nunca teve sucesso.
- Signora Felicina : comentarista dos programas de Maria De Filippi ; esquetes criados em conjunto com Lucia Ocone, que interpreta Dona Feliciana. Os dois personagens zombam dos cada vez mais frequentes comentaristas “do povo”, ou seja, daqueles que surgem do nada, muitas vezes ignorantes e sofrendo de delírios de protagonismo.
- Silvana : hipotética correspondente do programa La vita in diretta, encarna o exagero da curiosidade dos jornalistas. A personagem visita as casas e camarins dos VIPs e remexe em seus objetos (como na entrevista com Alessia Marcuzzi ), relata histórias constrangedoras que ela afirma terem sido contadas a ela antes da conexão (Simona Ventura), deprime VIPs solteiros ( Antonella Clerici ), distorce nomes ( Cristiana Capotondi ), finge admirar famosos, mas na verdade os confunde com outros ou mostra que não os conhece ( Stefania Rocca e Flavio Insinna ) e espalha notícias falsas ( Daria Bignardi ).
- Vanette : cantora, dueto com Olmo em Mai dire Gol .

## Dublagem
- 1999 - The King and I - Anna Leonowens (cantando) ( Christine Noll )
- 2002 - Stuart Little 2 - Margalo ( Melanie Griffith )
- 2007 – Persépolis – Marjane Satrapi ( Chiara Mastroianni )
- 2009 - A Jornada da Tartaruga - Narradora ( Miranda Richardson )
- 2011 - Carros 2 - Holley Shiftwell ( Emily Mortimer )
- 2015 - O Pequeno Príncipe - Mãe ( Rachel McAdams )
- 2018 - Os Primitivos - Ginna ( Maisie Williams )
- 2020 - Alma - 22 ( Tina Fey )

## Filmografia

### Atriz

#### Cinema
- Pergunte-me se estou feliz, dirigido por Aldo Baglio, Giacomo Poretti, Giovanni Storti e Massimo Venier (2000)
- Mais um ano e depois eu cresço, direção de Federico Di Cicilia (2000)
- Amar uns aos outros pode acontecer, dirigido por Alberto Taraglio (2001)
- Se eu fosse você, dirigido por Giulio Manfredonia (2001)
- Montando o Tigre, dirigido por Carlo Mazzacurati (2002)
- Bell'amico, dirigido por Luca D'Ascanio (2002)
- Passado Passado, dirigido por Maria Sole Tognazzi (2003)
- O Lugar da Alma, dirigido por Riccardo Milani (2003)
- Você conhece Cláudia? , dirigido por Massimo Venier (2004)
- Não faça planos esta noite, dirigido por Gianluca Maria Tavarelli (2006)
- Piano, solo, direção Riccardo Milani (2007)
- Duas Festas, dirigido por Enzo Monteleone (2009)
- A Física da Água, direção de Felice Farina (2009)
- Homens contra mulheres, direção Fausto Brizzi (2010)
- Mulheres contra homens, direção Fausto Brizzi (2011)
- Ninguém pode me julgar, direção Massimiliano Bruno (2011)
- Há quem diga não, direção Giambattista Avellino (2011)
- Um Chefe na Sala, dirigido por Luca Miniero (2014)
- Sob uma estrela da sorte, dirigido por Carlo Verdone (2014)
- Desculpe se eu existo! , dirigido por Riccardo Milani (2014)
- Maravilhoso Boccaccio, dirigido por Paolo e Vittorio Taviani (2015)
- Os Últimos Serão os Últimos, direção de Massimiliano Bruno (2015)
- Algo Novo, direção de Cristina Comencini (2016)
- Mamãe ou papai? , dirigido por Riccardo Milani (2017)
- Como um gato no anel viário, direção Riccardo Milani (2017)
- La Befana vem à noite, direção de Michele Soavi (2018)
- Detetive por acaso, dirigido por Giorgio Romano (2019)
- Mas o que nos diz o cérebro, dirigido por Riccardo Milani (2019)
- Filhos, dirigido por Giuseppe Bonito (2020)
- Como um gato no anel viário - Retorno a Coccia di Morto, dirigido por Riccardo Milani (2021)
- Marcelo! , dirigido por Jasmine Trinca (2022) – participação especial
- Ainda há amanhã, dirigido por Paola Cortellesi (2023)

#### Televisão
- Maria Montessori - Uma vida para crianças, direção Gianluca Maria Tavarelli – minissérie para TV (2007)
- Há algo sobre o amor - série de TV, episódio 2x20 (2010)
- As coisas que ficam, direção de Gianluca Maria Tavarelli – minissérie para TV (2010)
- Petra - série de TV (em andamento em 2020) [15]
- Call My Agent - Itália – série de TV (2023)

#### Documentários
- Nilde Iotti, tempo da mulher, direção Peter Marcias (2020)

### Roteirista
- Desculpe se eu existo! , dirigido por Riccardo Milani (2014)
- <i id="mwAiw">Os Últimos Serão os Últimos</i> , direção de Massimiliano Bruno (2015)
- <i id="mwAi8">Algo Novo</i> , direção de Cristina Comencini (2016)
- Mamãe ou papai? , dirigido por Riccardo Milani (2017)
- Como um gato no anel viário, direção Riccardo Milani (2017)
- Mas o que nos diz o cérebro, dirigido por Riccardo Milani (2019)
- Petra, direção de Maria Sole Tognazzi – colaboração (2020-2022)
- Como um gato no anel viário - retorno a coccia di morti, dirigido por Riccardo Milani (2021)
- Ainda há amanhã (2023)

#### Vídeo clipes
- Tiromancino – A descrição de um momento (2000)
- Tiromancino - Due destino (2001)
- Renato Zero - Ainda Aqui (2009)
- Michele Bravi - Sob uma estrela da sorte (2014)

#### Anúncio
- Brio Blu Acqua Rocchetta (desde 2010) – Paola Cortellesi

### Diretor
- Ainda há amanhã (2023)

## Teatro
- Companhia de Guerra, texto e direção de Lucilla Lupaioli (1996)
- Roberto Zucco de Bernard-Marie Koltès, dirigido por Federico Cruciani (1996)
- Espetáculo Bianca de M. Caprara (1996)
- A Outra Cinderela de Gianluca e Tony Cucchiara, dirigido por Tony Cucchiara (1996)
- Festival nacional de novos trágicos de Pietro De Silva (1997)
- O Homem que Inventou a Televisão de Enrico Vaime, direção de Pietro Garinei (1997)
- Muito tempo por A. Vannucci (1998)
- Coisas que Acontecem, de Massimiliano Bruno, dirigido por Furio Andreotti (1998)
- Façanhas humanas de Lucilla Lupaioli, dirigido por Furio Andreotti (1999)
- Yard Gal de Rebecca Prichard, dirigido por Furio Andreotti (2001-2002)
- L'iradiddio de Lucilla Lupaioli, direção de Furio Andreotti (2002-2003)
- Musica senza cuore, música de Fabrizio De Rossi Re, texto e direção de Francesca Angeli (2003)
- Mais um momento de Massimiliano Bruno, direção de Furio Andreotti (2003-2004)
- Os Últimos Serão os Últimos de Massimiliano Bruno, direção Giampiero Solari e Furio Andreotti (2005-2006-2007)
- Maria Callas de Dario Fo e Franca Rame (2015)

## Programas de televisão
- Macau ( Rai 2, 1997–1998)
- O correio do coração (Rai 2, 1998)
- Teatro 18 ( Itália 1, 2000)
- Never Say Goal (Itália 1, 2000-2001)
- Milão-Roma ( Rai 3, 2000)
- Prêmio de Música Italiana (Itália 1, 2001-2002)
- Grátis (Rai 2, 2001)
- Nunca diga Big Brother (Itália 1, 2001)
- Nunca diga domingo (Itália 1, 2002)
- Um de nós ( Rai 1, 2002-2003)
- Concerto do Primeiro de Maio (Rai 3, 2003)
- Festival de Sanremo (Rai 1, 2004)
- Nessundorma (Rai 2, 2004)
- Nunca diga segunda-feira (Itália 1, 2005)
- Ao Vivo 8 Roma ( Rai 3, 2005)
- Fale comigo (Rai 3, 2008)
- Não vamos nos perder de vista (Rai 3, 2008)
- Zelig ( Canal 5, 2011–2012)
- Callas (Rai 1, 2015)
- Laura e Paola (Rai 1, 2016) – co-apresentada com Laura Pausini
- Clube de Jantar ( Prime Video, 2023)

## Rádio
- Você faz o programa ( Rai Radio 2, 1998-1999)
- Donna Domenica (Rai Rádio 2, 1999-2000)
- O concerto final (Rai Radio 2, 2000)
- Rai diz Sanremo (Rai Radio 2, 2001-2003)

## Discografia
Músicas
- 1988 - Cacau Marvelo (com Nino Frassica e Renzo Arbore )
- 2004 - Não me pergunte (com Frankie Hi-NRG MC )
- 2008 - Punhos no Bolso (com Frankie Hi-NRG MC)

Participações
- 2001 - AA. VV. - Olmo e amigos (como Vanette)

Colaborações
- 2002 – Samuele Bersani – Que vida! O melhor de Samuele Bersani, na música Milingo
- 2003 - Frankie Hi-NRG MC - Ero un autarchico, na música L'inaiuto
- 2008 - Frankie Hi-NRG MC - DePrimoMaggio, na música Precariato
- 2008 - Elio e le Storie Tese - Studentessi, na música Suicide a surpresa
- 2009 - Claudio Baglioni - QPGA, na música Battibecco
- 2012 - Bungaro - O valor do momento, na música Dimentiamoci

Audiolivros
- 2009 - Orgulho e Preconceito de Jane Austen
- 2012 - Razão e Sensibilidade de Jane Austen
- 2013 - O leitor soberano por Alan Bennett
- 2014 - The Naked and Raw de Alan Bennett
- 2016 - Mary Poppins por Pamela Lyndon Travers

## Agradecimentos
- David de Donatello
  - 2008 – Indicação de melhor atriz coadjuvante por Piano, solo
  - 2011 – Melhor atriz principal por Ninguém pode me julgar
  - 2014 – Indicação de Melhor Atriz em Papel Principal por Sotto una Buon Stella
  - 2015 – Indicação de melhor atriz principal por Desculpe se eu existo!
  - 2016 – Indicação de melhor atriz principal por The Last Will Be Last
  - 2018 – Indicação de melhor atriz principal por Like a cat on the ring road
  - 2021 – Indicação de melhor atriz principal por Sons
- Globo de Ouro
  - 2011 – Indicação de melhor atriz por Ninguém pode me julgar
  - 2018 – Melhor atriz principal por Like a cat on the ring road
- Fita prateada
  - 2002 – Indicação de melhor atriz coadjuvante por If I Were You
  - 2009 – Indicação de melhor atriz coadjuvante por Duas Festas
  - 2011 – Indicação de melhor atriz principal por Homens contra Mulheres e Ninguém pode me julgar
  - 2014 – Indicação de Melhor Atriz em Papel Principal por Sotto una Buon Stella
  - 2015 – Prêmio Nino Manfredi por Desculpe se eu existo!
  - 2015 – Indicação de melhor atriz principal por Desculpe se eu existo!
  - 2016 – Indicação de melhor atriz principal por <i id="mwA3o">The Last Will Be Last</i>
  - 2018 – Melhor atriz em filme de comédia por Like a Cat on the Ring Road
  - 2019 – Melhor atriz em filme de comédia por But What Does the Brain Tell Us
  - 2020 – Melhor atriz em filme de comédia por <i id="mwA4Y">Sons</i>
- <b id="mwA4k">Bif&amp;st</b>
  - 2019 – Prêmio Mariangela Melato de melhor atriz principal por <i id="mwA40">Figli</i>
- Claquete dourada
  - 2011 – Personalidade do Ano
  - 2018 – Melhor atriz principal por Like a cat on the ring road [16]
  - 2018 – Indicação de melhor roteiro por Like a cat on the ring road
  - 2020 – Melhor atriz principal por Filhos [17]
  - 2021 – Indicação de melhor atriz principal por Like a cat on the ring road - Ritorno a Coccia di Morto
- Festival de Cinema de Roma
  - 2023 – Prêmio Competição Cinema Progressivo – Prêmio Especial do Júri por Ainda Há Amanhã
  - 2023 – Prêmio de Melhor Primeiro Filme BNL BNP Paribas – Menção especial por Ainda há amanhã
  - 2023 – Prêmio do Público por Ainda Há Amanhã
- Prêmio Flaiano
  - 2004 – para o programa de TV Nessun dorma
  - 2014 – pela atuação no filme Under a Lucky Star e A Boss in the Living Room
  - 2023 – para a interpretação em Petra 2
- Prêmio ETI Gli Olímpicos do Teatro
  - 2006 – Melhor intérprete de monólogo por The Last Will Be Last
- Festival de Cinema de Taormina
  - 2014 – Prêmio Taormina Arte [18]

### Outros prêmios
- Associação Nacional de Críticos de Teatro
  - 2006 – Prêmio da Crítica de Teatro por O Último Será o Último [19]
- Federação Italiana de Cinema Arthouse
  - 2007 – Melhor atriz de Piano, solo

- <b id="mwA-Y">Prêmio Hystrio</b>
  - 2007 – Melhor desempenho [20]

- Prêmio Kineo
  - 2018 – Homenagem Honorária à Melhor Atriz [21]
- Prêmio Empresa Cinematográfica
  - 2023 – Prêmio Especial Unindustria [22]

- Prêmio Nacional Alberto Sordi
  - 2014 – Prêmio Alberto Sordi [23]

- Prêmio Virna Lisi
  - 2016 – Atriz do Ano [24]

- Festival de Cinema de Tuscia
  - 2018 – Prêmio Pipolo Tuscia de Cinema [25]
- Prêmio Mulheres no Cinema
  - 2020 – Prêmio Especial [26]